# Бічний широкий м'яз стегна
Бічний широкий м'яз (m. vastus lateralis) — це плоский одноперистий м'яз, розташований на задньобічній поверхні стегнової кістки. Цей м'яз прикритий м'язом — натягувачем широкої фасції і клубово-гомілковим пасмом.
Початок: від міжвертлюгової лінії нижньої частини великого вертлюга, бічної губи шорсткої лінії стегнової кістки і від бічної міжм'язової перегородки стегна. М'яз прямує косо зверху вниз і присередньо до наколінка переходячи у загальний сухожилок. Частина сухожилкових пучків цього м'яза продовжується в бічний тримач наколінка (retinaculum patellae laterale).